# QMA Gallery
Die QMA Gallery ist eine 2010 eingerichtete Kunstgalerie für Sonderausstellungen im Museumsdorf Katara in Doha, der Hauptstadt des Emirats Katar.
Die QMA Gallery ist Teil des Gesamtprojekts der 2005 ins Leben gerufenen Qatar Museums Authority (QMA), die für die Mehrzahl der kulturellen Aktivitäten des Emirats zuständig ist. Dieses umfasst neben dem Ausstellungsraum QMA Gallery die zurzeit bestehenden zwei Museen, das Museum für Islamische Kunst (Doha) und das Arabische Museum für moderne Kunst (Mathaf), als auch die archäologischen Ausgrabungen im Lande, sowie das UNESCO-Welterbe der Festung az-Zubāra. 
Das Kulturzentrum liegt nördlich der Hauptstadt Doha. Es wurde 2010 gegründet und enthält neben der Galerie mit wechselnden Ausstellungen ein Amphitheater mit Blick auf den Persischen Golf, in dem Konzerte und Events veranstaltet werden.

## Ausstellungen
- 2012: Louise Bourgeois: Conscious snd Unconscious.
- 2013: Francesco Vezzoli. Museum of Crying Women.[1]
- 2014: Richard Serra. Seven Black Paintstick Sculptures and four large scale drawings.